# Oreophryne inornata
Espèce
Statut de conservation UICN

 LC  : Préoccupation mineure
Oreophryne inornata est une espèce d'amphibiens de la famille des Microhylidae.

## Répartition
Cette espèce est endémique de l'île Goodenough en Papouasie-Nouvelle-Guinée.

## Description
Oreophryne inornata mesure entre 36 et 42 mm.

## Publication originale
- Zweifel, 1956 : Microhylid frogs from New Guinea, with descriptions of new species. American Museum novitates, no 1766, p. 1-49 (texte intégral).